# 嵐吉三郎 (5代目)
五代目 嵐 吉三郎（ごだいめ あらし きちさぶろう、弘化元年（1845年） - 明治31年（1898年）10月9日）は、上方の歌舞伎役者。屋号は岡嶋屋。定紋は三つ吉。替紋は三つ柏。俳名に璃昇。本名は松田 太三郎（まつだ たさぶろう）。

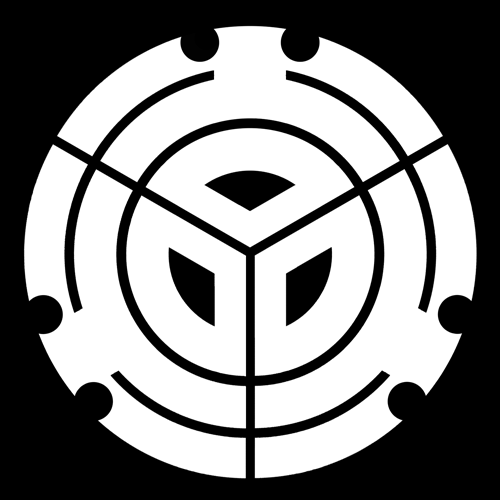
三つ吉

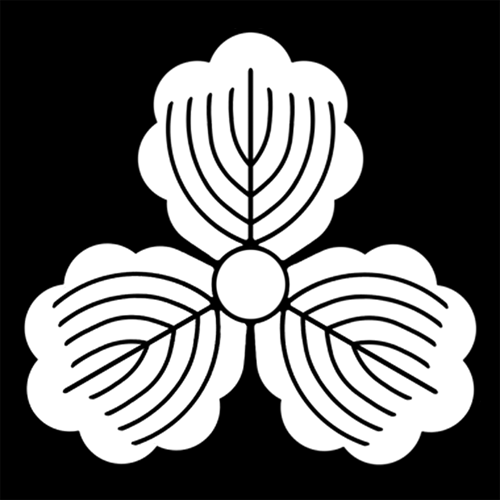
三つ柏

## 概要
はじめ初代中村雀右衛門の門人から養子となり、はじめ中村芝三郎を名乗る。その後三代目中村芝蔵を襲名。明治13年（1880年）『けいせい入相桜』の四役を務める。明治15年8月に松田太三郎と改名。明治17年（1884年）10月に五代目嵐吉三郎を襲名。明治28年（1895年）に名古屋を巡業の後京都南座に出たのが最後の舞台となる。